# Дитва
Дитва (литв. Ditva; блр. Дзітва; рус. Дитва) литванско-белоруска је река и десна притока реке Њемен (део басена Балтичког мора).
Извире у јужном делу Литваније недалеко од града Ејшишкес, тече преко Лидске равнице, и делимично преко Њеменске низије у доњем делу тока, и улива се у Њемен јужно од града Лиде.
Укупна дужина водотока је 93 km, од чега је 90 km на територији Белорусије. Површина сливног подручја је 1.220 km², а просечан проток у зони ушћа је око 8,2 m³/s.
Ширина реке је од 15 до 25 м, док је ширина речне долине између 1,5 и 2 km. Наплавна равница је дуж обе обале и обухвата подручје ширине између 500 и 1.000 метара.
Канализовано је око 50 km корита.